# Mòtia

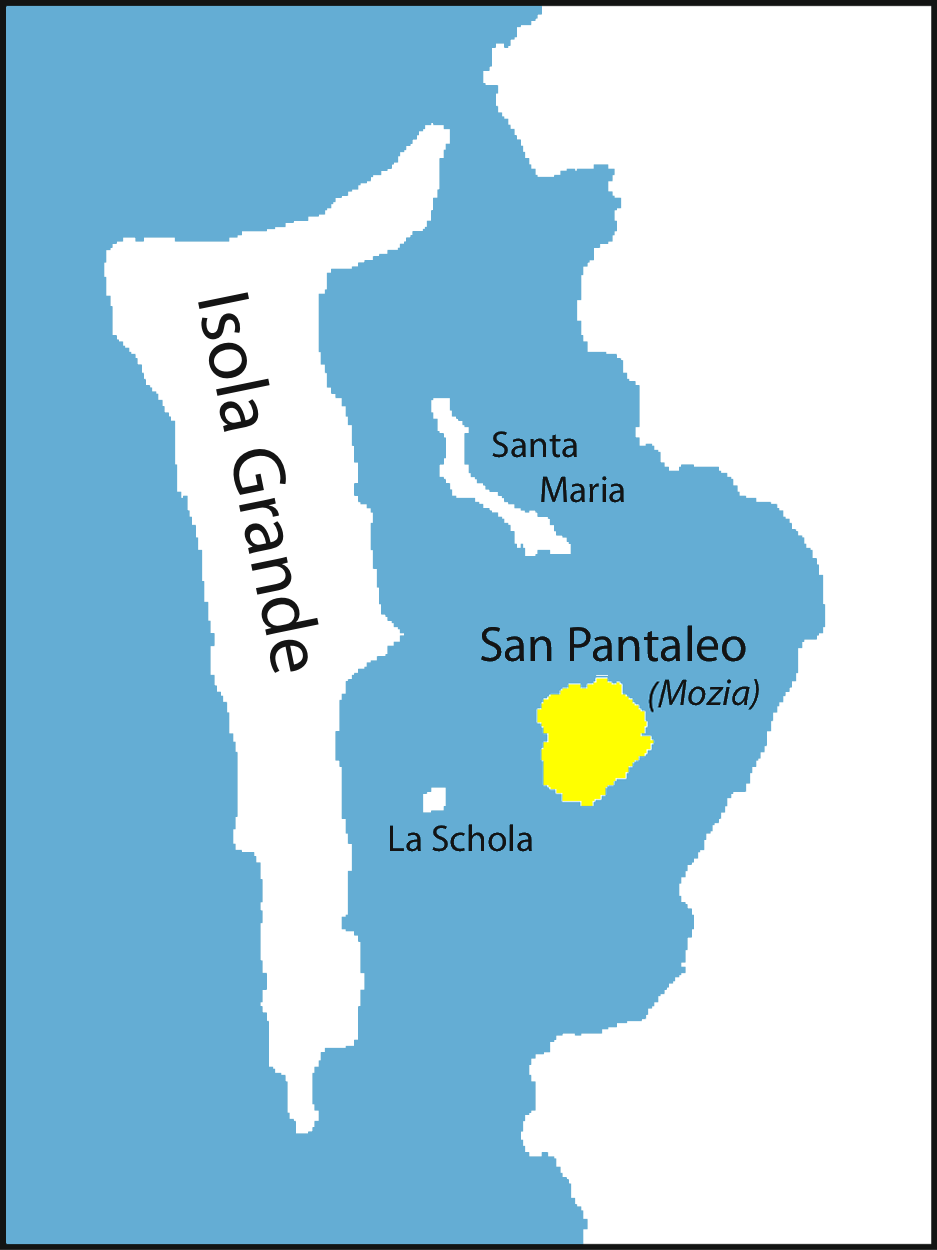
La posició de Mòtia a la mapa

Mòtia (grec antic: Μοτύη; llatí: Motya) va ser una ciutat situada a l'oest de Sicília, entre Drèpanon i Lilibèon, aixecada en una petita illa a 1 km (sis estadis) de la costa a la qual estava unida per un pas artificial, segons Diodor de Sicília.
En els seus inicis era una colònia fenícia, probablement només un empori o centre comercial que es va transformar en ciutat amb el temps. Els grecs li van donar un origen llegendari, i deien que la va fundar una dona anomenada Motia, i la van relacionar amb diverses històries sobre Hèracles, explica Esteve de Bizanci.
Cap al segle vii aC va passar a dependre de Cartago. Els cartaginesos, a mesura que els grecs establien colònies, es van concentrar a les tres principals: Solunt, Panorm i Mòtia. Mòtia era la que estava situada en el lloc més proper a Cartago, i es va convertir en la capital de les possessions cartagineses a l'illa.
Tucídides l'esmenta encara com a colònia fenícia l'any 415 aC durant l'expedició atenesa, tot i que ja estava en mans dels cartaginesos. El 409 aC, quan el general Anníbal va desembarcar a l'illa, va deixar la seva flota a Mòtia mentre avançava per terra per atacar Selinunt. En aquest temps, després de la caiguda de Selinunt, Hermòcrates, l'exiliat siracusà establert a les ruïnes d'aquella ciutat, va saquejar Mòtia, i també Panorm. Altre cop durant l'expedició cartaginesa sota Amílcar (407 aC), els cartaginesos la van usar com a base de la seva flota, diu Diodor de Sicília.
L'any 397 aC Dionís el vell de Siracusa la va atacar i la va assetjar. La resistència de la ciutat va ser èpica. Els pobladors de Mòtia van destruir el pas artificial que l'unia al continent, i Dionís va haver de construir-ne un de nou. Després de guanyar les muralles i les torres amb les catapultes, els habitants van resistir carrer per carrer i casa per casa; els que van sobreviure i no es van poder escapar, van morir executats per Dionís com a càstig. El mateix Dionís va nomenar Biton governador de la ciutat, i va encarregar al seu germà Leptines transformés la ciutat en la base de la flota siracusana.
L'any 396 aC va desembarcar a Panorm el general cartaginès Himilcó, i va reconquerir la ciutat on no va trobar gaire resistència. Himilcó va fundar llavors Lilibèon que tenia una posició millor i hi va traslladar els habitants de Mòtia que havien sobreviscut. La vella Mòtia va desaparèixer de la història i a l'illot només hi habitaven els pescadors.
L'illa on antigament hi havia la ciutat es diu avui Sant Pantaleó, i s'hi poden veure algunes ruïnes, fragments de les muralles i dues portes i s'han trobat algunes monedes i restes de terrissa.

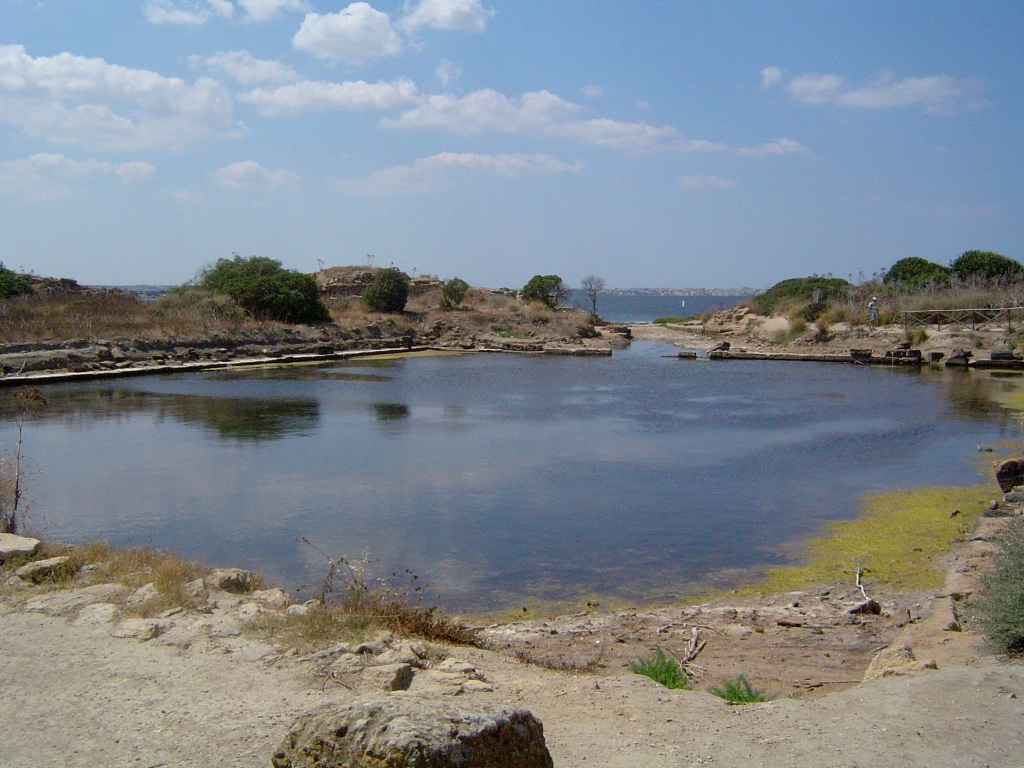
El "kothon" (port) al sud de l'illa
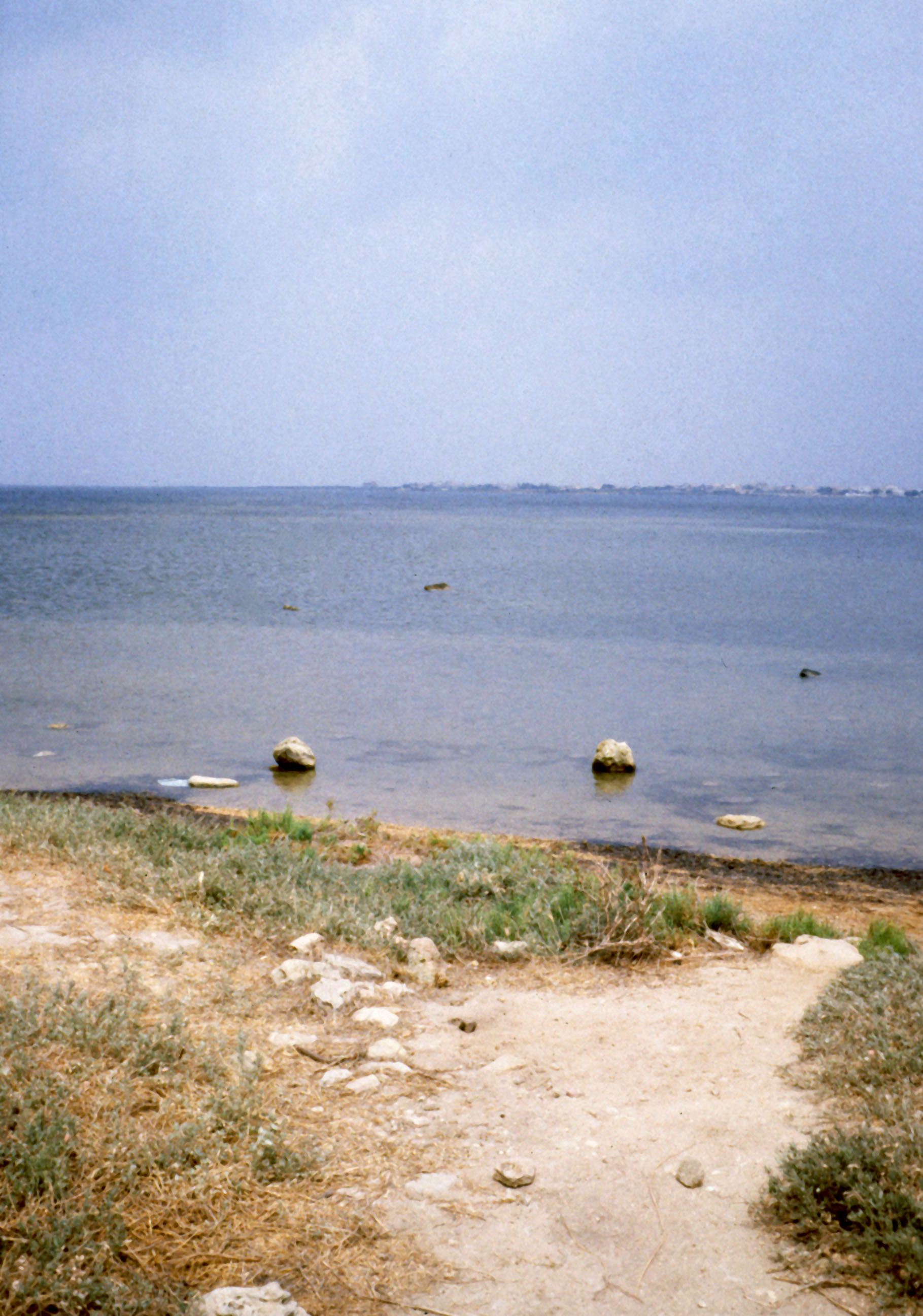
La carretera submarina al nord de Mòtia
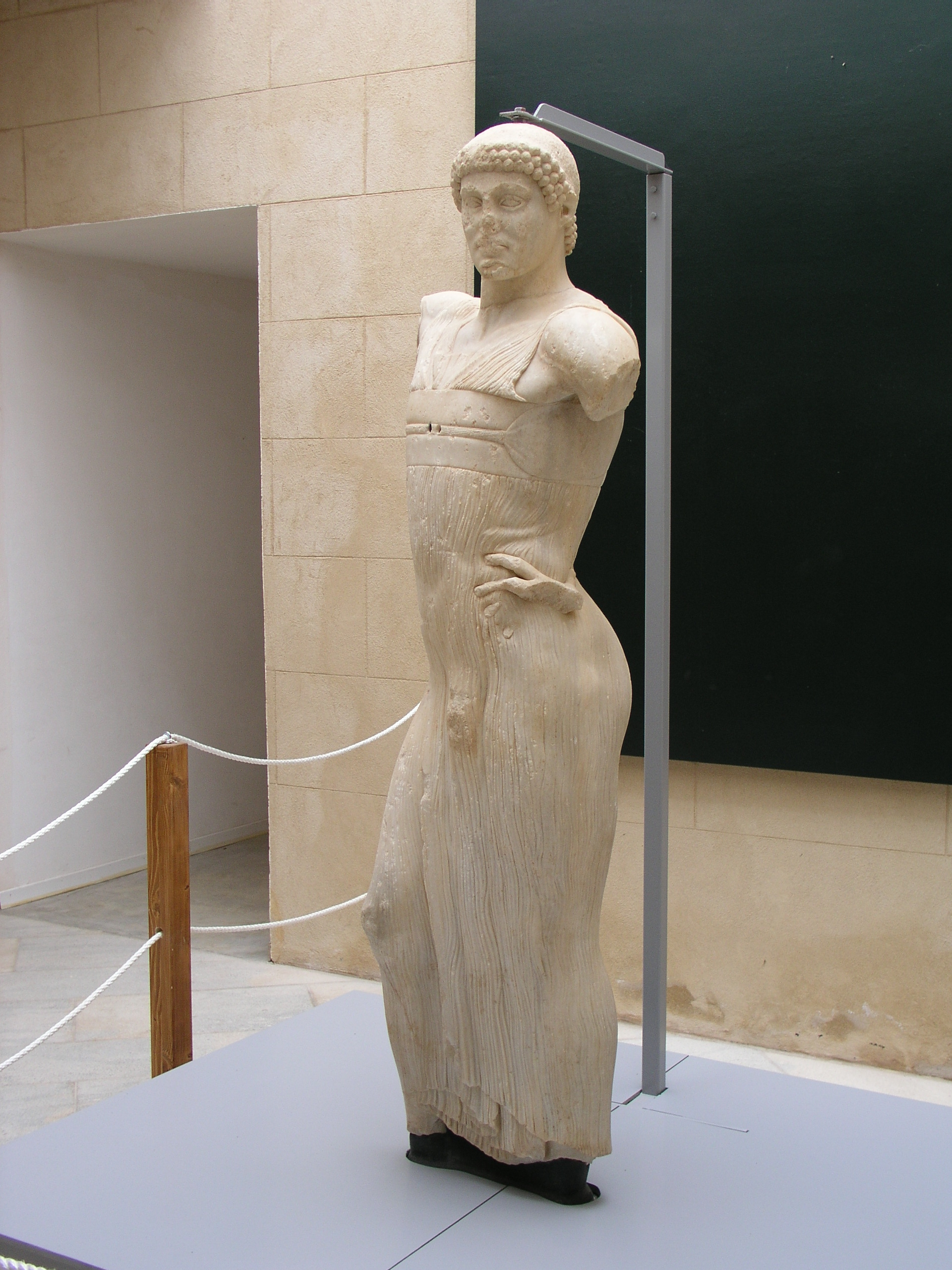
Museu de Mòtia